# Nouvelle-Marche

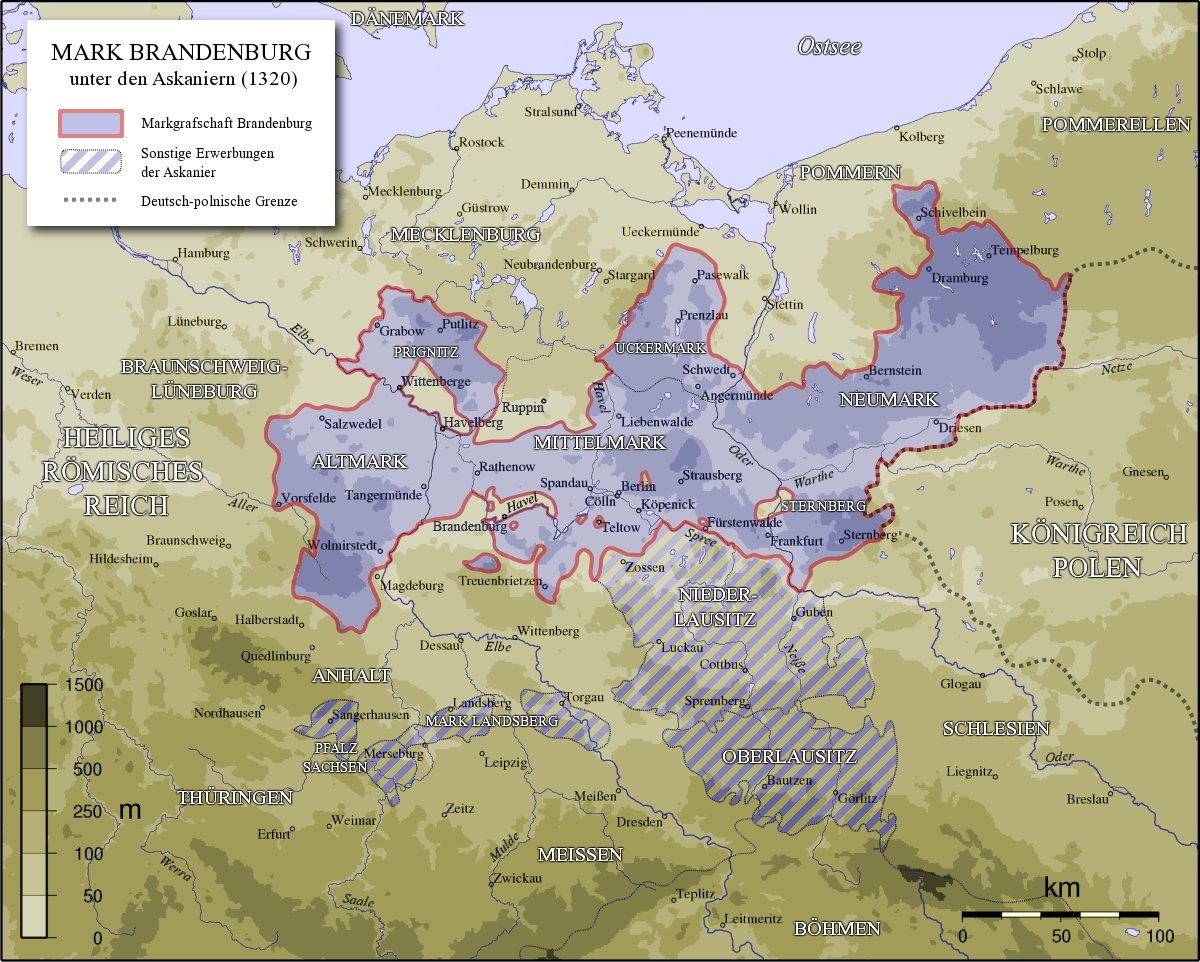
Brandebourg sous la maison d'Ascanie vers l'an 1320, avec la Nouvelle-Marche au nord-est.

La Nouvelle-Marche (en allemand : Neumark, en polonais : Nowa Marchia) est une région historique d'Europe centrale, dont le territoire est celui des acquisitions de l'ancienne marche de Brandebourg sur la rive est du fleuve Oder. Depuis l'an 1535, elle a constitué l'une des deux parties principales du Brandebourg, avec la Marche-Électorale (Kurmark) ; en 1815, elle est incorporée dans le district de Francfort au sein de la province prussienne de Brandebourg. 
Après la Seconde Guerre mondiale, la région est attribuée à la république de Pologne par la démarcation de la ligne Oder-Neisse en 1945. La plus grande partie appartient aujourd'hui à la voïvodie de Lubusz, alors qu'une petite partie se trouve dans la voïvodie de Poméranie-Occidentale.

## Géographie
Cette région s'étend de la rive orientale de l'Oder le long des affluents Noteć (Netze) et Warta (Warthe) jusqu'aux confins de la Grande-Pologne (l'ancien grand-duché de Posen à partir de 1815) à l'est. Elle est limitrophe, au nord, de la région de Poméranie et, à l'ouest, de l'Uckermark et de la Marche-Centrale (Mittelmark) sur la rive gauche de l'Oder. Au sud, le pays de Lubusz (pays de Sternberg) reliait la Nouvelle-Marche à la région de Basse-Silésie.

## Histoire
Depuis le VIIe siècle, des tribus slaves (« Polanes ») colonisaient les terrains, qui vers l'an 960 venaient sous le règne des souverains polonais de la dynastie Piast. Ils ont tenté à plusieurs reprises de soumettre les tribus des Poméraniens qui se sont établies au nord de la Noteć ; ce qui ne leur réussit que temporairement. À l'ouest, la marche du Nord du Saint-Empire romain fut créée en 965, mais était perdue déjà 20 ans plus tard.
Les ducs polonais ont stimulé le développement des domaines peu peuplés. Au cours de la colonisation germanique, de nombreux paysans et citoyens sont venus notamment de la Saxe. Vers l'an 1124, le duc Boleslas III Bouche-Torse, fonda l'évêché de Lebus (Lubusz), incorporé dans l’archidiocèse de Gniezno, pour sauvegarder les domaines de part et d'autre de l'Oder moyen face à l'empereur Henri V. Néanmoins, de la mort de Boleslas en 1138, la Pologne subit la période du démembrement territorial, une fragmentation progressive du pays en nombreux duchés. En l'absence d'état fort, le pays a subi également une forte pression de la marche de Brandebourg, nouvellement fondée en 1157 par Albert l’Ours, sur ses territoires occidentales.
Au XIIIe siècle, la région sur la rive oriental de l'Oder qui antérieurement faisait partie du duché de Grande-Pologne appartenait au duché de Silésie. Après la mort du duc Mieszko de Lubusz en 1242, son frère Boleslas II le Chauve, duc de Liegnitz, a finalement livré les domaines aux margraves ascaniens de Brandebourg. À partir de 1248 les margraves étendirent leur domination vers l'est. Au cours des décennies suivantes, Jean Ier et Othon III de Brandebourg ont fondé les villes de Francfort-sur-l'Oder au nord de Lebus, Landsberg (aujourd'hui : Gorzów Wielkopolski) en face de la forteresse polonaise de Santok, Soldin (Myślibórz), Arnswalde (Choszczno) et Berlinchen (Barlinek) pénètrant le terrain marécageux aux fleuves Noteć et Warta jusqu'à Dramburg (Drawsko) et Schivelbein (Świdwin) au nord-est. Vers l'an 1300, aussi les forts de Santok et de Drezdenko sur la Noteć était entre les mains des Ascaniens.
Les territoires brandebourgeois au-delà de l'Oder sont d'abord désignées par l'expression « terra trans Oderan », attestée en 1266,, puis par l'expression « nova terra ultra Oderam », attestée en 1290. Le terme « Nova Marchia » fera sa première apparition en 1397. Après l'extinction de la dynastie ascanienne en 1320, le développement de la région a été longtemps négligé. En 1402, l'Ordre Teutonique acquit la Nouvelle-Marche pour un montant initialement de 63 200 forints (puis finalement de 143 000 forints) à l'aide d'un prêt sur gage. L'Ordre en fit sa propriété effective en 1429 et pacifia les territoires sous son autorité ayant fait la paix de Brest en 1435.

Les territoires du margraviat de Brandebourg-Custrin, 1535–1571.

En 1454, la Nouvelle-Marche fut réintégrée dans la marche de Brandebourg par l'électeur Frédéric II Aux Dents de Fer de la maison de Hohenzollern. Avec la marche électorale (en allemand : Kurmark), composée des régions de Vieille-Marche (Altmark), Moyenne-Marche (Mittelmark), Prignitz et Uckermark, la Nouvelle-Marche formait l'État de Brandebourg. Cette répartition remonte aux partages successoraux des Hohenzollern, après le décès d'électeur Joachim Ier Nestor en 1535 : son fils aîné Joachim II Hector reçut l'électorat de Brandebourg, son fils cadet Jean Ier reçut, quant à lui, la Nouvelle-Marche et établit sa résidence à Custrin. Sa principauté comprenait également le pays de Sternberg (Torzym) et l'ancien duché silésien de Crossen (Krosno Odrzańskie) avec les villes de Zülichau (Sulechów) et de Sommerfeld (Lubsko) au sud, ainsi que les seigneuries de Cottbus et de Peitz dans la Basse-Lusace. Après son décès sans héritiers en 1571, la Brandebourg-Custrin fut réunifiée à la marche de Brandebourg, gouvernée par l'électeur Jean II Georges.
Dévastée par les troupes suédoises et impériales au cours de la guerre de Trente Ans, ainsi que par des épidémies de peste, la Nouvelle-Marche s'est consolidée sous le règne du « Grand Électeur » Frédéric-Guillaume de Brandebourg et de ses successeurs, les rois Frédéric Ier et de Frédéric-Guillaume Ier de Prusse. Parmi les immigrants, il y avait de nombreux Huguenots, qui s'étaient réfugiés de la France après l’édit de Fontainebleau signé par le roi Louis XIV en 1685. En 1816, le Nord de la Nouvelle-Marche — à savoir, les cercles de Dramburg (Drawsko Pomorskie), et de Schivelbein (Świdwin), ainsi que le Nord de celui d'Arnswalde (Choszczno), autour de Nörenberg (Ińsko) — est rattaché à la province de Poméranie ; le reste de la Nouvelle-Marche, à la province de Brandebourg.
La fuite au cours de l'hiver 1944-1945 d'une partie la population allemande vers les régions de l'est et du centre de l'Allemagne est suivie par l'expulsion jusqu'en 1946 du reste des habitants germaniques remplacés par des Polonais déplacés de la partie occidentale de l'Ukraine annexée à l'Union soviétique.

## Administration
Jusqu'à 1815, la Nouvelle-Marche comprenait :
- les sept cercles dits « primitifs » :
  - les trois « cercles citérieurs » (en allemand : Vorderkreise), parfois appelés, en français, la « Marche citérieure »[7] :
    - le cercle de Kœnigsberg (Königsbergische Kreis),
    - le cercle de Landsberg (Landsbergische Kreis),
    - le cercle de Soldin (Soldinische Kreis),

  - les quatre « cercles ultérieurs » (en allemand : Hinterkreise), parfois appelés, en français, la « Marche ultérieure »[7] :
    - le cercle d'Arnswalde (Arenswaldische Kreis),
    - le cercle de Drambourg (Dramburgische Kreis),
    - le cercle de Friedeberg (Friedebergische Kreis),
    - le cercle de Schivelbein (Schivelbeinische Kreis) ;
- les cercles dits « incorporés » (en allemand : Inkorporierte Kreise), parfois appelés, en français, la « Marche incorporée »[7] :
  - en Marche-Électorale (Kurmark), le pays (Land Sternberg) ou cercle de Sternberg (Sternbergische Kreis), partie de l'ancien pays de Lebus (Land Lebus ou Lebuser Land),
  - en Basse-Silésie, le pays (Land Crossen) ou cercle de Crossen (Crossensche Kreis), correspondant à l'ancien duché de Crossen (Herzogtum Crossen) :
    - le cercle de Crossen (Kreis Crossen),
    - le cercle de Zullichau (Kreis Züllichau),

  - en Basse-Lusace, le pays (Land Cottbus) ou cercle de Cottbus (Kreis Cottbus), correspondant à l'anciennes seigneuries de Cottbus (Herrschaft Cottbus) et de Peitz.